# Родіонов Микола Матвійович
Микола Матвійович Родіонов (31 серпня 1855–1918, Путивль) — представник державної еліти Області Війська Донського. Чернігівський губернатор (1906—1909), член Ради міністра внутрішніх справ, дійсний статський радник.

## Біографія
Походить із дворян Області Війська Донського, казак станиці Михайлівської. Син інженера Матвія Родіонова, осавула Донського козачого війська. Молодший брат Василь — генерал-майор.
Закінчив юридичний факультет Санкт-Петербурзького університету зі ступенем кандидата прав (1881).
Почав службу у міністерстві Імператорського Двору, але незабаром перейшов на Кавказ старшим чиновником особливих доручень при начальнику Кубанської області. Через рік був призначений радником Кубанського обласного правління, вивчивши, серед іншого тюремну справу. У 1891—1902 роках обіймав посаду губернського тюремного інспектора Херсонської губернії. Потім обіймав посади Олонецького (1902—1903) та Чернігівського (1903—1906) віце-губернаторів. У 1905 році був проведений в дійсні статські радники.
У 1906 році був призначений Самарським губернатором, але через замах на Чернігівського губернатора Хвостова залишився у Чернігові, продовжуючи керувати губернією, а потім був затверджений на пост губернатора. У 1907 році пожалований в камергери. Обіймав посаду губернатора до 7 червня 1909 року.
Надалі входив до Ради міністра внутрішніх справ. Жив у Петербурзі і в Путивлі, де у 1918 році був убитий у власному будинку в перестрілці з грабіжниками.

## Родина
Був одружений з Варварою Михайлівною Марковою, дочкою предводителя дворянства Області Війська Донського М. С. Маркова.
Серед чотирьох синів — капітан другого рангу Микола Родіонов (до Жовтневої революції — у Гвардійському екіпажі) та співробітник Комітету Російського Червоного Хреста поет Вадим Родіонов. Син доньки — Олексій Ейснер.

## Нагороди
- Орден Святого Станіслава 2-й ст. (1891);
- Орден Святої Анни 2-го ст. (1895);
- Орден Святого Володимира 3-й ст. (1907);
- Орден Святого Станіслава 1-го ст. (1912);
- Орден Святої Анни 1-го ст. (1915).
- Медаль «В пам'ять царювання імператора Олександра III»;
- Медаль «За діяльність у першому загальному перепису населення»;
- Медаль «В пам'ять 300-річчя царювання дому Романових».